# 竜門の滝 (大分県)
竜門の滝（りゅうもんのたき）は、大分県玖珠郡九重町の松木川にかかる滝。

## 概要
中間に滝壷がある二段落としの滝で、全体としては幅40m､落差20mの滝である。1段目の滝は深い滝壷を穿っており、この滝壺に溜まった水が流れ出す2段目の滝は滑らかで、夏季には滝滑りの子どもでにぎわう。この滝滑りの様子は地元の夏の風物詩ともなっている。
鎌倉時代に宋から渡来した高僧蘭渓道隆禅師が、中国の黄河上流の龍門に似ていることから、この滝を竜門の滝と命名し、この地に竜門寺を建立したといわれる由緒ある名瀑である。
付近には、竜門の滝キャンプ場、上杉キャンプ場等のキャンプ場が整備され、竜門温泉が湧いている。上流には松木ダムがある。